# Samālkha
Samālkha är en ort i Indien.   Den ligger i delstaten Haryana, i den norra delen av landet, 70 km norr om huvudstaden New Delhi. Samālkha ligger 226 meter över havet och antalet invånare är 35 620.
Terrängen runt Samālkha är mycket platt. Runt Samālkha är det tätbefolkat, med 636 invånare per kvadratkilometer. Närmaste större samhälle är Panipat, 17,4 km norr om Samālkha. Trakten runt Samālkha består till största delen av jordbruksmark.